# Catedral al norte (Buenos Aires)

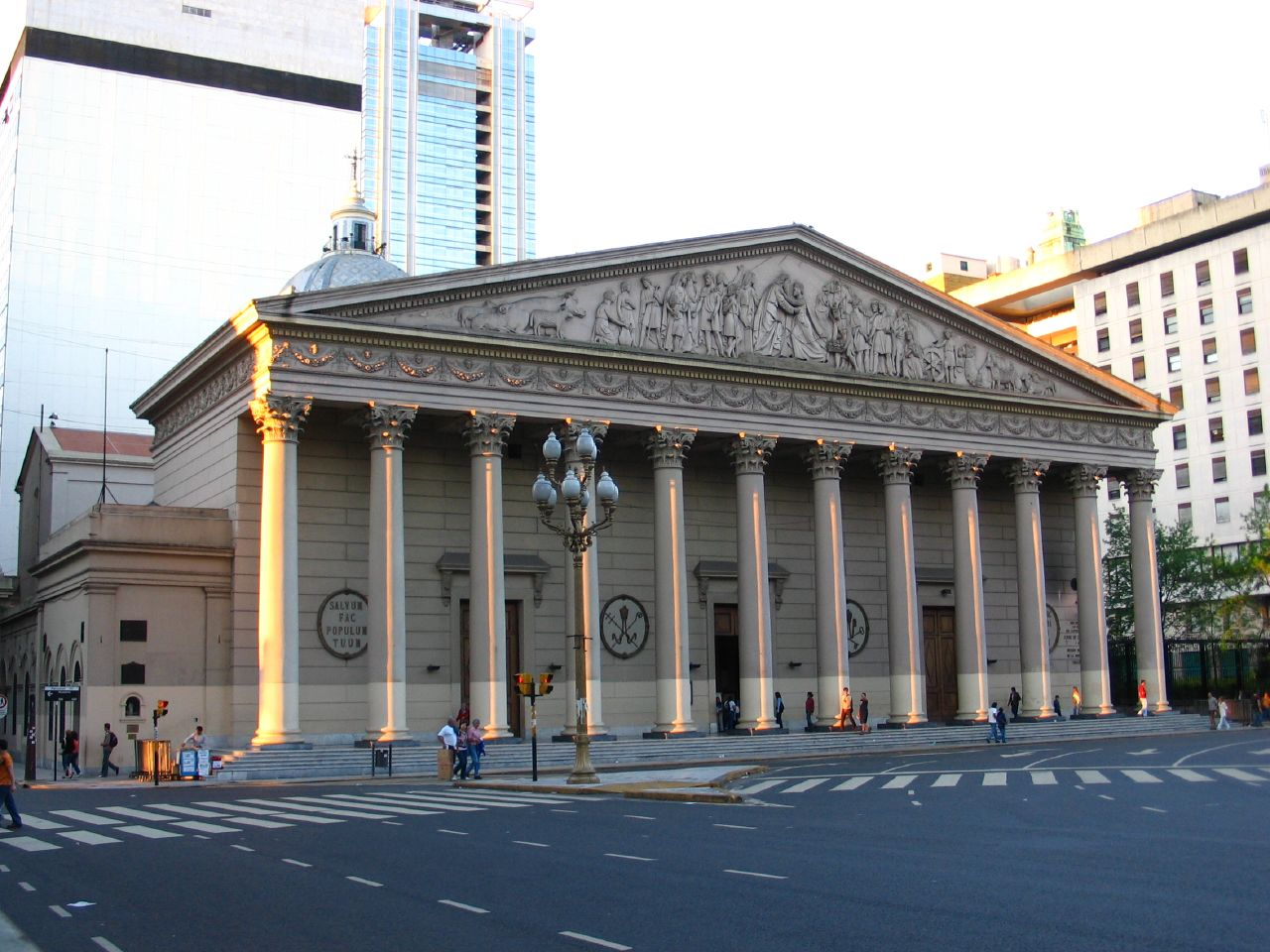
Exterior de la Catedral Metropolitana; Catedral al norte se encontraba a partir de este edificio.

Catedral al Norte es uno de los dos barrios en los que se dividió en un principio la ciudad de Buenos Aires, Argentina. Tenía esta denominación porque se encontraba al norte de la Catedral Metropolitana, que estaba ubicada en el centro de la ciudad, y correspondía al actual barrio de San Nicolás.
El sector coincide con el Distrito Área de Protección Histórica 51 "Catedral al Norte" (ley 3.943).